# Лёви, Леопольд (старший)
Леопольд Лёви-старший (нем. Leopold Löwy Sr или Loewy Sr, 1840  — 1907, Вена) — австрийский шахматист еврейского происхождения. Отец Л. Лёви-младшего. Наиболее известен по выступлению в тематическом гамбитном турнире (Вена, 1904 г.). В этом соревновании победил К. Шлехтер. Лёви-старший занял 7-е место, опередив при этом своего сына, который остался 9-м.
Также в 1905 г. играл в сильном по составу венском турнире (кроме него, участвовали Г. Вольф, А. И. Нимцович, К. Шлехтер, З. Балла, А. Альбин, А. Нойман, М. Видмар и Ю. Перлис).

## Вклад в теорию дебютов
Предложил так называемый гамбит Лёви, систему в отказанном королевском гамбите: 1. e4 e5 2. f4 Сc5 3. Кf3 d6 4. b4. Позже данную систему разрабатывал его сын.
По состоянию теории на конец 1980-х гг. данный гамбит ведет к острой игре с компенсацией за пешку у белых.